# Junkers F 13
A Junkers F 13 a német Hugo Junkers gépészmérnök által közvetlenül az első világháború után tervezett utasszállító repülőgép. A típus a világ első teljesen fémépítésű polgári célú repülőgépe. Népszerűségére jellemző volt, hogy 1925-ben a világ légitársaságainak már közel egyharmada F 13-asokkal repült, megalapozva a Junkers cég későbbi sikereit. Az F 13-at idővel a hasonlóan sikeres Junkers W 33, majd a Ju 52 váltotta fel a polgári légiforgalomban.

## Története
Az első világháború idején a Junkers & Co. Warmwasser-Apparatefabrik még jelentéktelennek számított a repülőgépek előállítása terén. A háború alatt, 1915-től (kis számban) gyártott legérdekesebb repülőgépei az akkor előremutató konstrukciónak számító Junkers J 1 és J 2 középszárnyas elrendezésű, fémépítésű vadászrepülőgépek voltak. A háború után a fejlődésnek indult polgári légiforgalom igényeire alapozva Hugo Junker ezeknek a konstrukcióját fejlesztette tovább, és kialakított egy négy utas szállítására alkalmas utasszállító repülőgépet. A gyakorlati tervezőmunkát az időközben Junkers Flugzeugwerke névre átkeresztelt gyárban 1918-tól Otto Reuter főmérnök végezte. A gép a J 13 gyári típusjelet kapta, a polgári légiforgalomban használt típusjele pedig F 13 lett. Az első repülését 1919. június 25-én hajtotta végre Dessauban. Többféle változatban gyártották, egyre nagyobb teljesítményűre cserélve a motort. Összesen mintegy 330 darab készült. Ebből 110 darabot Németországban üzemeltettek, a többit exportálták.

## Alkalmazása
A hatszemélyes gép üzemeltetői között volt a kor egyik legjelentősebb magyar légitársasága, az Aeroexpress is, ami 1923–1927 között hat úszótalpas F 13-ast üzemeltetett Budapest és különböző európai fővárosok között.
Egy Junkers F 13 része a Közlekedési Múzeum állandó kiállításának. Az 1921-ben, Svájcból eltérített gép fedélzetén érkezett Magyarországra IV. Károly magyar király az ún. királypuccs során.

## Szerkezeti kialakítása és műszaki jellemzői

Junkers F 13

Az F 13 teljesen fémépítésű, duralból készült, alsószárnyas repülőgép. A törzse acélból készített rácsszerkezet, amit hullámlemezekkel borítottak. A hathengeres benzinmotor a repülőgép orr-részében kapott helyet, közvetlenül az előtt található a folyadékhűtés radiátora. A motor mögött helyezkedik el a részben nyitott pilótafülke, majd a teljesen zárt, fűthető, négy fő elhelyezésére alkalmas utaskabin. A pilóták előtt egy kisméretű szélvédő található. A gép futóműve hárompontos, a főfutók merevek, hátul farokcsúszó található.
A repülőgépek többségébe 228 kW-os (310 LE) Junkers L5 soros hathengeres motort építettek, egyes példányok azonban 176 kW teljesítményű (240 LE) BMW IIIa vagy 184 kW-os (250 LE) Junkers L2 típusúakkal repültek. A motorok kéttollú fa légcsavart hajtottak.

## Alkalmazók
- Afganisztán
- Amerikai Egyesült Államok
- Egyesült Királyság
- Finnország
- Franciaország
- Japán
- Kína
- Kolumbia
- Lengyelország
- Litvánia
- Magyarország
- Németország
- Olaszország
- Svédország
- Szovjetunió